# Ansonia tiomanica
Ansonia tiomanica е вид жаба от семейство Крастави жаби (Bufonidae). Видът е световно застрашен, със статут Уязвим.

## Разпространение
Разпространен е в Малайзия.

## Описание
Популацията на вида е стабилна.